# Gintama
Gintama (яп. 銀魂 Гинтама, букв. «Серебряная душа») — комедийная манга, созданная Хидэаки Сорати. Издавалась с 8 декабря 2003 года по 15 сентября 2018 года в Weekly Shonen Jump. По сюжету манги создан аниме-сериал: первый сезон транслировался с 2006 по 2010 год и состоял из 201 серии, второй транслировался с 2011 по 2012 и состоял из 51 серии. Также сняты два OVA и два полнометражных фильма. Там, среди прочего, встречаются пародии на такие аниме как «Жемчуг дракона», «Ван-Пис», «Наруто», «Блич», «Cowboy Bebop», «Самурай X», «Тетрадь смерти», «K-ON», а также игры, такие как Dragon Quest, Monster Hunter, Final Fantasy. Премьера полнометражного фильма на территории Японии состоялась 24 апреля 2010 года. 4 октября 2012 года состоялся премьерный показ третьего сезона, транслировался с 2012 по 2013 и состоял из 13 серий. Также показ второго полнометражного фильма состоялся 6 июля 2013 года. Gintama° транслировался с 8 апреля 2015 года по 30 марта 2016 года.  8 января 2021 года был выпущен третий полнометражный фильм, который экранизировал оставшиеся главы манги.

## Сюжет
Сюжет произведения основан на событиях эпохи Бакумацу.
В середине девятнадцатого века состоялся первый контакт с пришельцами — в Японии приземлились чёрные корабли инопланетян аманто. Они прибыли на Землю с целью её захвата. Мечи самураев и ружья асигару оказались бессильны против технологий будущего, и сёгунат подчинился власти аманто. Сопротивляется власти захватчиков лишь патриотически настроенная группировка Дзёи; когда-то Дзёи стояла во главе национального движения, однако теперь она выродилась в террористическую организацию, чьи члены активно преследуются сёгунатом и Синсэнгуми.
Гинтоки Саката, один из бывших лидеров Дзёи, а ныне — просто мастер на все руки, пытается найти в новом Эдо источник заработка, периодически сталкиваясь с Синсэнгуми, пиратами Харусамэ и членами Дзёи, чьим нынешним лидерам не даёт покоя его предательство. Вместе со своими спутниками Симпати Симурой и Кагурой он не раз попадает в опасные ситуации, из которых нередко выкручивается с помощью друзей и изворотливости.

## Исторические вехи
Самураи выступили против власти аманто и вопреки воле правительства начали войну с пришельцами. Первая война Дзёи случилась двадцать лет назад, в ней самураи были разгромлены, но не сдались. Ко второй войне Дзёи — начавшейся десять лет назад — присоединились четверо друзей: Саката, Такасуги, Сакамото и Кацура, и быстро стали предводителями мятежников, благодаря своим исключительным личным качествам. Эта война также закончилась поражением самураев.

## Организации
- Ёродзуя (яп. 万事屋) — организация мастеров на все руки, основанная Сакатой Гинтоки. Расположена на втором этаже бара Отосэ. Они берутся за любую работу: от выгуливания собак до поиска опасных артефактов и решения мировых проблем.
- Дзёи (яп. 攘夷志士 Дзё:исиси) — террористическая организация, основанная после капитуляции правительства в войне с аманто. Дословно название организации переводится как «Патриоты за изгнание иностранцев». Прообразом организации является Исин Сиси.
- Кихэйтай (яп. 鬼兵隊) — радикальное ответвление Дзёи.
- Каэнтай (яп. 快援隊) — космический торговый флот.
- Синсэнгуми (яп. 真選組) — антитеррористический отряд самураев специального назначения, основной задачей которого является противостояние Дзёи.
- Мимаваригуми (яп. 見廻組) — отдел полиции Эдо, «состоящий из Элиты для Элиты».
- Харусамэ — аманто, космические пираты.
- Тэндосё — аманто, настоящие правители Японии (а с тем, и всей Земли).
- Нараку — тайная организация. Состоит из наёмных убийц. Существует на протяжении нескольких веков.
- Кабуки-тё — район в Эдо, больше похожий на трущобы: в нём можно запросто встретить якудза, хоста или окаму, найти лав-отель или казино.
- Ёсивара (яп. 吉原) — подземный район красных фонарей Эдо.
- Ягю — клан самураев, приближённых к сёгуну.
- Рэнхо — аманто, клан завоевателей, странствуют по вселенной на огромном космическом корабле в поисках нового дома. Выглядят так же, как люди, но носят странные костюмы и не говорят.
- Ято — аманто, сильнейший во вселенной клан убийц. Выглядят так же, как люди, но неимоверно сильны физически. Боятся солнечного света, потому носят с собой зонтики, которые являются их пуленепробиваемыми щитами. Зонтики оснащены встроенным пулемётом. Кровожадны и агрессивны от природы.
- Синра — аманто, клан убийц, таинственны, о них почти ничего не известно. Вместе с Ято и Дакини считаются сильнейшими во Вселенной. Заострёнными ушами и субтильным телосложением немного напоминают эльфов.
- Дакини — аманто, клан уродливых гигантов, похожих на демонов. Их кожа может быть синей или зелёной, их лбы украшают один или два рога, честь и гордость дакини. Физически очень сильны и внушают трепет. При этом они часто миролюбивы и дружелюбны, живут большими семьями.

## Персонажи
- Гинтоки Саката (яп. 坂田 銀時 Саката Гинтоки) — главный герой, основатель и глава Ёродзуи. За ярость в бою назван Белым Демоном (Сирояся). Был одним из глав Дзёи. Ездит на скутере, пользуется деревянным мечом с надписью «Озеро Тоя», который режет даже сталь. Ленивый и самодовольный, однако в стрессовых ситуациях показывает себя как собранный, умный и порой жёсткий человек. В свободное время читает «Shonen Jump». Любит сладости и злоупотребляет алкоголем. Прототип — Кинтаро.

Сэйю: Томокадзу Сугита
- Симпати Симура (яп. 志村 新八 Симура Симпати) — ученик Гинтоки, носит очки. Часто обыгрывается шутка, что личность Симпати заключена в очках, а тело — всего лишь подставка. Рано лишился родителей, и вся забота о нём легла на плечи его старшей сестры Таэ. Аманто хотели заставить его сестру работать в борделе, чтобы вернуть долги их отца. После того как Гинтоки спас Таэ, Симпати увидел в нём настоящего самурая и захотел стать его учеником. Эмоционален, легко впадает в истерику, однако не труслив и довольно силён. Капитан Фан клуб Оцу-тян. Прототип — Симпати Нагакура.

Сэйю: Дайсукэ Сакагути
- Кагура (яп. 神楽) — девочка из Клана Ято, аманто, но выглядит как обычный человек, дочь Умибодзу и сестра Камуи. Говорит с китайским акцентом. Очень сильна. Любит сукомбу. Примкнула к Ёродзуе, после того как Гинтоки помог ей. Приручила Садахару. С братом и отцом у неё сложные отношения. Прототип — Кагуя-химэ.

Сэйю: Риэ Кугимия
- Садахару (яп. 定春) — питомец Кагуры, огромная белая собака, её брови имеют форму томоэ. Имеет привычку грызть головы кому попало, чаще всего этой чести удостаивается Гинтоки. На самом деле является инугами и был подброшен Ёродзуе двумя жрицами. Как они объяснили: «Мы не могли его содержать». Позже выясняется, что его ни в коем случае нельзя кормить клубничным молоком.

Сэйю: Микако Такахаси
- Котаро Кацура (яп. 桂 小太郎 Кацура Котаро:, [прозвище Дзура]) — глава Дзёи, возглавил организацию после поражения в последней войне Дзёи. Чрезмерно серьёзен, не понимает шуток. Всегда исправляет собеседника фразой: «Я не %так, как его назвали%, а Кацура», даже если до этого выдавал себя за другого. Считает себя мастером маскировки. Питает слабость к замужним женщинам и вдовам, влюблён в Икумацу, но отрицает это. Любит кошек и собак. Прототип — Кидо Такаёси.

Сэйю: Акира Исида
- Элизабет (яп. エリザベス Эридзабэсу) — Аманто, напоминающее человекоподобную утку. Друг, соратник и домашний любимец Кацуры. Общается с помощью табличек. Говорит крайне редко, чем вызывает комические ситуации. Кто скрывается под видом Элизабет до сих пор неизвестно. В одной из филлерных серий это оказался главный менеджер аниме. Кроме того, в арке 232—236 серий, выяснилось, что он представитель расы рэнхо, и на земле с целью захвата. Но, оказалось, что это была подмена, а настоящий так и остался загадкой.
- Синсукэ Такасуги (яп. 高杉 晋助 Такасуги Синсукэ) — глава Кихэйтай. Лишился левого глаза во время войны, из-за чего носит бинт на пол лица. Любит курить трубку. Носит цветное кимоно. После окончания войны продолжает сопротивление, с целью, как он говорит, уничтожить этот мир. Прототип — Такасуги Синсаку.

Сэйю: Такэхито Коясу
- Матако Кидзима (яп. 来島 また子 Кидзима Матако, [прозвище — Алая пуля]) — боевая мощь Кихэйтай, орудует двумя револьверами. Вспыльчивая, с хорошей реакцией. Прототип — Кидзима Матабэй.

Сэйю: Хаямидзу Риса
- Тацума Сакамото (яп. 坂本 辰馬 Сакамото Тацума) — капитан Каэнтай. Может управлять любым кораблём Аманто. Виртуозно владеет огнестрельным оружием. Оптимист. Постоянно курьёзно коверкает имена друзей. Любит выпить. Прототип — Сакамото Рёма.

Сэйю: Синъитиро Мики
- Муцу (яп. 陸奥 Муцу) — заместитель Сакамото. Хладнокровна, неразговорчива, резка и никогда не улыбается. Предана делу Сакамото, даже, если это стоит его или её жизни. Ято. Прототип — Муцу Мунэмицу.

Сэйю: Акэно Ватанабэ
- Катакурико Мацудайра (яп. 松平 片栗虎 Мацудайра Катакурико) — глава полиции. Коррупционер, бабник и выпивоха. Чуть что, пускает в ход пистолет. Использует подчинённых для решения личных проблем, например для присмотра за своей дочерью Курико. Прототип — Мацудайра Катамори.

Сэйю: Вакамото Норио
- Исао Кондо (яп. 近藤 勲 Кондо: Исао, [прозвище — Горилла]) — командир Синсэнгуми. Эксгибиционист, добродушен и доверчив. Влюблён в Отаэ-сан. Сталкер. Прототип — Кондо Исами.

Сэйю: Сусуму Тиба
- Тосиро Хидзиката (яп. 土方 十四郎 Хидзиката Тосиро:, [прозвище — демонический зам.командующего]) — зам. командующего Синсэнгуми. Очень любит майонез, даже десерт ест с ним. Постоянно курит. Терпеть не может Сого и Гинтоки. Прототип — Хидзиката Тосидзо.

Сэйю: Кадзуя Накаи
- Сого Окита (яп. 沖田 総悟 Окита Со:го) — командир 1-го отряда Синсэнгуми. Подсиживает и постоянно пытается убить Хидзикату. В то же время очень предан лично Кондо. Садист. Прототип — Окита Содзи.

Сэйю: Кэнъити Судзумура
- Сагару Ямадзаки (яп. 山崎 退 Ямадзаки Сагару) — шпион отряда Синсэнгуми. Ненавидит ампан, но на заданиях ест только его, дав обет богам Удачи, и получил психическую травму на этой почве. Часто играет в бадминтон. Ниндзя. Невезуч и невнимателен. Чуть не женился на Таме. Прототип — Ямадзаки Сусуму.

Сэйю: Тэцухару Ота
- Камотаро Ито (яп. 伊東 鴨太郎 Ито: Камотаро:) — военный советник Синсэнгуми. Пытался захватить командование в Синсэнгуми. Прототипы — Ито Каситаро и Серидзава Камо

Сэйю: Мицуаки Мадоно
- Тэцуносукэ Сасаки (яп. 佐々木 鉄之助 Сасаки Тэцуносукэ) — ученик и адъютант Хидзикаты. Изгой семьи Сасаки. Состоял в группировке Дзёи «Зацени». Прототип — Итимура Тэцуносукэ.

Сэйю: Кэнтаро Ито
- Исабуро Сасаки (яп. 佐々木 異三郎 Сасаки Исабуро:) — командующий Мимаваригуми и глава семьи. Постоянно говорит о том, что он фанат Синсэнгуми и что Мимаваригуми — элита элит. Любит писать электронные письма, но не имеет друга по переписке. Прототип — Тадасабуро Сасаки.

Сэйю: Тосиюки Морикава
- Нобумэ Имаи (яп. 今井 信女 Имаи Нобумэ) — элитная убийца из Мимаваригуми, подручная Сасаки. Пользуется двумя катанами, обожает пончики. Состояла в Нараку. Прототип — Нобуро Имаи.

Сэйю: Ая Хирано
- Камуи (яп. 神威) — лидер 7-го отряда Харусамэ, брат Кагуры. Пытался убить своего отца Умибодзу. Выглядит доброжелательным, и всегда улыбается, но это лишь маска. Он жесток и беспощаден. Одержим идеей силы. После восстания становится адмиралом флотилии Харусамэ.

Сэйю: Хино Сатоси
- Абуто (яп. 阿伏兎) — помощник Камуи. Теряет руку, когда останавливает бой Камуи и Хосэна (учителя Камуи). Миролюбив.

Сэйю: Хотю Оцука
- Цукуё (яп. 月詠) — командир отряда синоби Ёсивары. Порезала себе лицо, не пожелав становиться проституткой. Курит трубку. Никакой сопротивляемости алкоголю. Испытывает романтические чувства к Гинтоки, но всячески их отрицает.

Сэйю: Кайда Юко
- Хинова (яп. 日輪) — самая знаменитая куртизанка Ёсивары. За попытку побега ей перерезали сухожилия на ногах. Очень сильна духом, за что её уважают все обитатели Ёсивары.

Сэйю: Сакурай Томо
- Сэйта (яп. 晴太) — приёмный сын Хиновы. Рождён одной из куртизанок.

Сэйю: Сампэй Юко
- Аяно Тэрада (яп. 寺田 綾乃 Тэрада Аяно, [также известна как Отосэ, прозвище — Императрица]) — владелец бара. Вдова, её муж Тэрада Тацугоро погиб на первой войне Дзёи. Милосердная, хотя и скрывает это за маской грубости. Выслушивает и даёт советы своим клиентам. Одна из четырёх королей Кабуки. Исторический прототип — хозяйка постоялого двора Тэрада-я Отосэ, жившая в середине XIX века.

Сэйю: Вакако Мацумото
- Дзиротё Доромидзу (яп. 泥水 次郎長 Доромидзу Дзиротё:, [Прозвище — Великий рыцарь]) — друг детства Отосэ и её мужа. Глава якудза в Кабуки-тё. Влюблён в неё с детства, но считает, что такой преступник, как он, не смог бы её осчастливить. Один из четырёх королей Кабуки. Прототип — Дзиротё из Симидзу.
- Када (яп. 華陀) — [Прозвище — Павлинья принцесса]) — Аманто, владелица казино и других игорных заведений в Кабуки-тё. После поражения сошла с ума и попала в тюрьму Харусамэ, так как является капитаном 4-го отряда Харусамэ, сбежавшей с казной пиратов. Камуи называет её Проклятым игроком. Одна из четырёх королей Кабуки.
- Токумори Сайго (яп. 西郷 特盛 Сайго: Токумори, [Прозвище — Мадемуазель]) — трансвестит, владелец кабаре и банды трансвеститов. Герой войны с Аманто и даёт приют таким же повстанцам-изгоям. У него есть сын — Тэрухико. Один из четырёх королей Кабуки. Прототип — Сайго Такамори.

Сэйю: Эгава Хисао
- Дзэндзо Хаттори (яп. 服部 全蔵 Хаттори Дзэндзо:) — первоначально член, а потом лидер организации Онивабан. Командир отряда ниндзя-фрилансеров «Синоби 5». Его отец, как говорят, был самым сильным человеком в Онивабане и его предыдущим главой. Обучал многих молодых ниндзя, в том числе самого Дзэндзо и Сарутоби Аямэ. Единственный персонаж, так же преданный журналу «Weekly Shonen Jump», как и Саката Гинтоки. Страдает геморроем, что является поводом для шуток остальных персонажей. Его исторический прототип — Хаттори Хандзо

Сэйю: Кэйдзи Фудзивара
- Аямэ Сарутоби (яп. 猿飛 あやめ Сарутоби Аямэ, [Прозвище - Са-тян]) — член организации Онивабан, куноити. Носит очки, без которых практически ничего не видит. Имеет тяжёлый характер и презирает почти всех окружающих. Однако, находясь рядом с Гинтоки, становится застенчивой растяпой и не может сконцентрироваться. Мазохистка, сталкер, чья цель Гинтоки. Прототип — Сарутоби Сасукэ, знаменитый ниндзя.

Сэйю: Ю Кобаяси
- Мицуба Окита (яп. 沖田 ミツバ Окита Мицуба) — старшая сестра Сого. Заботилась о нём, после смерти родителей. Страдает туберкулёзом. В юности Мицуба и Хидзиката были влюблены друг в друга. Её смерти посвящена отдельная арка. Прототип — Окита Мицу.

Сэйю: Суми Симамото
- Таэ Симура (яп. 志村 妙 Симура Таэ, [также Отаэ, прозвище — Королева]) — старшая сестра Симпати. Всегда улыбается, но имеет ужасный характер. Терпеть не может извращенцев и маньяков. С 436 главы — одна из королей Кабуки. Обладает навыком создания чёрной материи. Очень часто применяет силу к окружающим.

Сэйю: Сацуки Юкино
- Кюбэ Ягю (яп. 柳生 九兵衛 Ягю: Кю:бэ:) — наследница клана Ягю, подруга Отаэ. Её воспитывали как мальчика, поэтому одевается и ведёт себя как мужчина. В детстве лишилась глаза, защищая Отаэ. Влюблена в неё. Не переносит прикосновения мужчин. Прототип — Ягю Дзюбэй.

Сэйю: Фумико Орикаса
- Тайдзо Хасэгава (яп. 長谷川 泰三 Хасэгава Тайдзо:, больше известен как Мадао (яп. 間陀男)) — Бывший работник департамента внутренних дел, потерявший всё из-за инцидента с животным из зоопарка принца Хаты. Неудачник и бомж. Постоянно носит солнцезащитные очки, как и в случае с Симпати часто обыгрывается шутка, что Мадао — это не человек, а очки. Исторический прототип — Хасэгава Хэйдзо

Сэйю: Фумихико Татики
- Принц Хата (яп. ハタ皇子 Хата-о:дзи) — аманто, принц с планеты Хата. По своей природе является дураком, за что и был всеми прозван Бака-одзи (принц-дурак). Любит животных и имеет свой собственный зоопарк. Часто из-за его зверей страдают невинные люди, за что ему самому часто попадает от Гинтоки и остальных. Возможно, прототипом является Токугава Цунаёси.

Сэйю: Коити Сакагути
- Катарин (яп. キャサリン Кясарин) — аманто-воровка, разговаривает с акцентом, имеет кошачьи ушки. После встречи с Отосэ и ушла из группировки воров Кэтс Панч. Мечтает когда-нибудь открыть собственный бар.

Сэйю: Ю Сугимото
- Тама (яп. たま) — девушка-робот, раньше работала секретаршей своего создателя. После его смерти сбежала с программой-образом его дочери. Обрела самосознание. «Погибла», спасая Гинтоки и остальных, но получила новое тело благодаря Гэнгаю. Живёт и работает в баре у Отосэ. Выяснилось, что у неё внутри живёт антивирусная программа-лейкоцит, а король лейкоцитов создан по образу и подобию Гинтоки.

Сэйю: Минами Оми
- Гэнгай Хирага (яп. 平賀 源外 Хирага Гэнгай) — величайший изобретатель Эдо, но занимается, в основном, ремонтом. Прототип — Хирага Гэннай

Сэйю: Аоно Такэси
- Наставник Сёё Ёсида (яп. 吉田松陽 Ёсида Сёё) — наставник Такасуги, Кацуры и Сакаты. Был казнён ещё до начала повествования аниме. Появляется только во флешбэках. Прототип — Ёсида Сёин

Сэйю: Ямадэра Коити
- Оборо (яп. 朧 Оборо) — лидер Нараку. Является врагом учеников Сёё ещё со времён второй войны Дзёи.
- Садасада Токугава (яп. 徳川定々 Токугава Садасада) — предыдущий сёгун. Заключил мирный договор с Аманто на унизительных для Японии условиях. По его приказу была начата чистка Кансэй, во время которой были казнены противники мира с аманто. (Прообраз события в истории Японии — репрессии годов Ансэй). Даже после отставки остался советником в бакуфу. Исторический прототип — Токугава Иэсада.
- Сигэсигэ Токугава (яп. 徳川茂茂 Токугава Сигэсигэ) — нынешний сёгун, глава Бакуфу. Хочет больше узнать о жизни простого люда, поэтому часто разгуливает по Эдо инкогнито, в сопровождении своего друга Мацудайры Катакурико. Добр, сострадателен, наивен, из-за этого вечно попадает в дурацкие ситуации. Исторический прототип — Токугава Иэмоти

Сэйю: Оно Юки
- Принцесса Соё (яп. そよ姫 Соё-химэ) — сестра Сигэсигэ. Очень любит своего брата. Дружит с Кагурой.
- Нобунобу Хитоцубаси (яп. 橋喜々 Хитоцубаси Нобунобу) — предводитель оппозиции в Бакуфу, интриган и заговорщик. Исторический прототип — Токугава Ёсинобу.

## Список серий аниме

### Первый сезон
| 1 | Жалкие твари! Да как вы посмели называться Гинтама?! | Филлер                   | 04.04.2006 |
| Начальная история. Рассказ об мире и короткое описание персонажей Гинтамы. План аманто Кариа уничтожить Эдо. | |                          |            |
| 2 | Жалкие твари! Да как вы посмели называться Гинтама?! | Филлер                   | 04.04.2006 |
| Начальная история. Рассказ об мире и короткое описание персонажей Гинтамы. План аманто Кариа уничтожить Эдо. | |                          |            |
| 3 | Кучерявые люди плохими не бывают. |                          | 11.04.2006 |
| Знакомство Симпати и Гинтоки. Эти двое идут спасать Отаэ от аманто, параллельно уничтожая их корабль. | |                          |            |
| 4 | Джамп иногда выходит по субботам, осторожно! |                          | 25.04.2006 |
| Появление Кагуры, девочки из клана Ятозоку. Она состояла в банде Завитых якудза. Симпати решает вытащить её из Эдо, а Гинтоки бегает по городу в поисках любимого журнала "Jump". К несчастью, Симпати и Кагуру ловят и бросают под поезд, но их спасает Гинтоки. Кагура мстит главарю якудза - состригает его афро. Но подумав, что у неё нет денег, решила устроиться в Ёродзую. | |                          |            |
| 5 | Заводите друзей, которых можно звать по прозвищу. |                          | 02.05.2006 |
| В дом Гин-сана и его компании врезается почтальон и, теряя сознание, просит Гинтоки доставить странного вида посылку по адресу. Компания отправляется в путь и выясняет, что по назначенному адресу располагается консульство Аманто-собак. Посылка оказывается бомбой и взрывается. Синсэнгуми начинают преследовать Гинтоки. Давний друг Гинтоки, Кацура-сан, которого Гинтоки всё время называет Дзура, предлагает Гинтоки снова начать борьбу против захватчиков. Выясняется, что раньше Гинтоки был сильнейшим самураем, одного имени которого Аманто боялись, а звали его Сирояся, белый демон. Гинтоки отказывается от борьбы, говоря, что живёт так, как хочет, и защищает то, что ему дорого. Кагура случайно включает таймер на бомбе, и вся компания, включая синсэнгуми, убегает прочь из дома. В последний момент Гинтоки выкидывает бомбу в окно.                                                                                                | |                          |            |
| 6 | Однажды сделанное обещание выполни любой ценой. |                          | 09.05.2006 |
| Певица Оцу Торакада исполняет концерт. Её отец, осуждённый преступник, с помощью Гинтоки и Кагуры сбегает с целью исполнить обещание - прийти на выступление дочери с миллионом роз. Однако во время концерта на Оцу нападает гигант-аманто с целью съесть её, однако Симпати разбивает ему голову. Старик отдаёт дочери букет цветов, отданный ему Гинтоки. | |                          |            |
| 7 | Владельцам животных следует следить за ними и отвечать за последствия. |                          | 16.05.2006 |
| Принц Хата теряет своего осьминога Пэйса. Хасегава Тайдзо нанимает Гинтоки для поисков головоногого. Ёродзуя нашли его, но случайно раздавили скутером. После глупой попытки Кагуры сварить его в котле Пэйс разросся до огромных размеров. Из-за этого осьминог попытался съесть Симпати, но Гинтоки прикончил его. | |                          |            |
| 8 | Разница между настойчивостью и приставанием тонка, как бумага. |                          | 23.05.2006 |
| Выпуск, посвящённый Синсэнгуми. Хидзиката пиарит полицию по телевидению. Конда всяческими методами пытается завоевать Отоэ-сан, что её бесит. Она заручается помощью Гинтоки, и командир Синсэнгуми вызывает того на поединок. С помощью подлого трюка Гинтоки побеждает Конду. | |                          |            |
| 9 | Ты должен выложиться в битве. |                          | 30.05.2006 |
| В Синсэнгуми бесчинствует слух о поражении Конды. Гинтоки, Симпати и Кагура затевает спор "камень-ножницы-бумага" относительно работы, Гинтоки выигрывает. Между тем Синсэнгуми начинают поиск "самурая с серебряными волосами". Хидзиката находит его на стройке и вызывает его на дуэль. Гинтоки в ходе поединка разбивает катану Хидзикаты. | |                          |            |
| 10 | Когда ты устаёшь, съешь что-нибудь кислое! |                          | 06.06.2006 |
| Кагура находит возле дома огромного пса и называет его Садахару, решает его приручить. Принц Хата вновь приезжает на Землю для прогулки по зоопаркам. Вместе с тем Гинтоки пытается всякими средствами избавиться от пса. В конце концов принц Хата собирается забрать Садахару, и падает с машиной в реку, но пса спасает Гинтоки, который разрешает Кагуре оставить его. | |                          |            |
| 11 | Клёцка, которую ты ешь и выплёвываешь, никогда больше не будет клёцкой, идиот! |                          | 13.06.2006 |
| Первая часть: Симпати сбивает машина и он ломает ногу. Старик из больницы просит Гинтоки найти его бывшую девушку по шпильке, в качестве оплаты предлагая всё, что у него есть. Мало того, выяснилось, что этот старик - нищий. Но они продолжает искать девушку. С ужасом те выясняют, что она - Отосэ, Тэрада Аяно. Тем временем старик оказывается при смерти, и Ёродзуя бегут в больницу. Старик последний раз смотрит на неё и умирает. Но Отосэ не вспомнила его. | |                          |            |
| 12 | Нет отличной прислуги, которая сразу производит хорошее впечатление. |                          | 13.06.2006 |
| По Эдо колесит военная полиция. Отосэ находит на улицу гнусавую девушку по имени Катарин, и берёт её в качестве официантки. В закусочную Отосэ приходит полицейский, рассказавший о многочисленных кражах в магазинах. И оказалось, что вор - Катарин. Однако под влиянием Отосэ Катарин раскаивается и добровольно сдаётся. | |                          |            |
| 13 | Если ты собираешься косплеить, делай это от всего сердца! |                          | 20.06.2006 |
| Гинтоки получает заказ спасти дочь одного старика. выяснилось, что ту похитили пираты Харусамэ. Гинтоки спасает её, но пираты похищают Симпати и Кагуру, а сам Гинтоки едва не погиб, однако был спасён Кацурой. Позже бывшие лидеры Дзёй выдают себя за пиратов, проникают на корабль и спасают пленников. | |                          |            |
| 14 | Законы судьбы, затрагивающие и лягушку, соблюдаются веками. |                          | 04.07.2006 |
| Первая часть: Синсэнгуми было приказано охранять важную шишку из правительства, якобы замешанного в дело с наркотиками и Харусамэ. Слухи подтвердились. Вторая часть: Кагура спасает девочку на детской площадке, которая оказалась принцессой Суёхимэ. Позже Кагура убегала вместе с ней от Синсэнгуми. Суёхимэ призналась, что была благодарна девочке Ято за то, что она почувствовала себя обычной девушкой. | |                          |            |
| 15 | Хозяин и его питомец - похожи. |                          | 11.07.2006 |
| Кацура получает от Сакамото посылку, в которой оказывается аманто Элизабет. На этой почве между Кацурой и Элизабет с одной стороны, и с Гинтоки и Садахару с другой завязывается неприязнь. Команда Ёродзуи собирается вести огромного пса на шоу необычных питомцев. Кацура ведёт с собой Элизабет. Мероприятие с участием этой кучи превращается в такое... | |                          |            |
| 16 | Если много думать, то проживёшь большую часть своей жизни, как старик! Жуть! |                          | 18.07.2006 |
| Хасегаву Тайдзо уволили с работы. Позже его не брали на работу из-за вида, привычек и характера. Позже Гинтоки помогает ему, однако впутываются Кацура, принц Хата... Всё равно дело не сдвинулось с места, Хасегава остался безработным "мадао". | |                          |            |
| 17 | Яблоко от яблони не далеко падает. |                          | 25.07.2006 |
| 18 | Ах! Дом там, где сердце. |                          | 01.08.2006 |
| Извращенец в маске ворует женское бельё и раздаёт мужчинам. В этот раз жертвой оказывается сестра Симпати. Он вынуждает Гинтоки и Кагуру помочь ему в поимке вора, а позже к этому подключается Конда и Синсэнгуми. Ночью этот "Робин Гуд" появляется во дворе Отаэ, и она его ловит. Но всё, как всегда, кончается плохо... | |                          |            |
| 19 | Почему море такое солёное? Потому что вы писаете каждый раз при купании! |                          | 08.08.2006 |
| На улицах Эдо жуткая жара. Ёродзуя, Отоэ и Хасегава отправляются на пляж, причём по разным причинам: Гинтоки едет по заказу уничтожить чудовище в прибережных водах, Отоэ и остальные - для отдыха. Чудовище, огромная рыба, попытался съесть Гинтоки и Симпати, но его каким-то образом смог перевоспитать Тайдзо. | |                          |            |
| 20 | Берегись ленточного конвейера! |                          | 15.08.2006 |
| Один из Синсэнгуми рассказывает страшную историю про призрака в красном кимоно, и Хидзиката неожиданно видит его на крыше дома. Позже Сого приводит в дом шаманов, но те оказываются Ёродзуя. Спонтанно жертвой призрака становится Конда, и Синсэнгуми с Ёродзуей начинают на него охоту. Окита случайно высказывается. что возможно он виновник, но призраком оказывается аманто-комариха, которой нужна была кровь для беременности. | |                          |            |
| 21 | Если ты мужик, твоя первая рыба - марлинь! / Осторожно, не прижимай к себе включённый |                          | 22.08.2006 |
| Первая часть: Гинтоки, Кагура и Симура идут на рыбалку. И там Кагура ловит нечто в воде, кого зовут Юмино. Позже оказалось , что участок купил гольфист, который хочет сделать из парка гольф-клуб и выгнать Юмино. Юмино - аманто, пришедший в озеро, потому что может жить только в чистой воде. Позже он повстречал девушку, больную туберкулёзом, и он не хочет уходить из памяти к ней. позже Ёродзуя берутся помочь ему и спасают озеро. Вторая часть: В Эдо снова безумная жара, и в это время Гинтоки ломает единственный вентилятор. В поисках дефицитного вентилятора или кондиционера Гинтоки заносит в старый магазин, продавщица которого едва не застрелила Гинтоки из-за какого-то сэнпуку, однако её саму ранят пираты. Сломав скутер он получает от раненой продавщицы просьбу уничтожить сэмпуку. Им оказывается громадная манэки-нэко, которая производит золото. В ярости Гинтоки (сэмпуку оказался не вентилятор) разрушает кошку в хлам. | |                          |            |
| 22 | Брак - ошибка, которую вы делаете на всю оставшуюся жизнь. |                          | 05.09.2006 |
| Аяме нападает на торговцев-бандитов, но неудачно. Завтрашним утром Симпати находит её и Гинтоки в одной постели. Аямэ упёрто пытается вынудить Гинтоки остаться у неё с целью спрятаться. Однако позже Гинтоки собирается помочь ей из-за того, что могло произойти ночью, ведь Гинтоки был пьян в доску. | |                          |            |
| 23 | Всякий раз, когда ты волнуешься или в беде, просто смейся! |                          | 12.09.2006 |
| Кагура выигрывает билет на путешествие по космосу. Но корабль захватили пираты. Гинтоки, Симпати, Кагура и Садахару побеждают их, но те заложили бомбу. Сакамото берётся управлять кораблём, но не справляется и падает на пустынную планету. Вставка вспоминаний о прошлом Сакамото и Гинтоки. Однако всех пассажиров и Ёродзуя спасают подручные Сакамото. Зрелище омрачает огромный осьминог, но его уничтожает Гинтоки. | |                          |            |
| 24 | За милым личиком всегда что-то скрыто. |                          | 19.09.2006 |
| Гинтоки и Кацура оскорбляют Сайго и тот в наказание превратил их в женщин и заставил танцевать в своём баре. Тем временем его сына побивают, и выяснилось, что Сайго взял на себя роль его погибшей матери. Однако тут очередной питомец принца Хаты подвергает опасности их жизнь, но тех спасает Сайго. | |                          |            |
| 25 | Горячий котелок... Миниатюрная модель жизни. |                          | 05.10.2006 |
| Ёродзуя празднуют третий сезон Гинтамы. На этот счёт они готовили сукияки. Готовка превращается в "поле битвы". Однако в эту трапезу впутываются Кацура, Элизабет, Катрина и Отосэ. Кагура и Кацура съедают говядину, но она оказывается дешёвой тухлой свининой. А приготовленный рис снова съедает Кагура. | |                          |            |
| 26 | Не стесняйся... Подними руку и скажи! |                          | 12.10.2006 |
| Ёродзуя по просьбе Хасэгавы берутся присматривать за магазином. Симпати ловит своего бывшего приятеля Такаю за кражей. Оказалось, он напросился в банду. Не справившись с кражей, воры хотели проучить его, но Такаю спасает Симпати и остальные. Позже шеф банды заключает с командой уговор, что Такаю отпустят, если Гинтоки с остальными выиграют в гонке. Симпати побеждает шефа банды. | |                          |            |
| 27 | Есть вещи, которые меч не способен рассечь. |                          | 19.10.2006 |
| Сого приводит Ёродзую в подполье на Рэнгоункан, где не существует законов внешнего Эдо относительно мечей. Однако чемпион сцены Кидомару оказался добрым человеком и присматривал за сиротами. Вскоре "демон арены" под прикрытием Кагуры и Симпати убегает, но его убивают. Гинтоки по просьбе детей, Сого и Хидзикаты идёт на сражение с новым королём арены и побеждает, а хозяина арестовывают Синсэнгуми. | |                          |            |
| 28 | Хорошее часто не встречается, зато плохое всегда. |                          | 26.10.2006 |
| По гороскопу Конду в этот день ждёт смерть и несчастье. Как раз в дом врывается старик Мацудайра Катакурико, вместе с которым он поехал к Тэндосю, теневому правительству Эдо, по делу Рэнгоукана. Однако к ним по пути привязываются все, кому не лень. Тэндосю бросают Конде угрозу, но Исао рад, что остался жив. | |                          |            |
| 29 | Не теряй головы! Есть такое слово - остынь! / Читай Побольше Газет Или Смотри ТВ И Так Далее... |                          | 02.11.2006 |
| Первая часть: Кагура переборщила с телешопингом, и Гинтоки с Симпати возвращают купленные вещи. Чтобы купить обручи для похудения, девочка решает продать меч Гинтоки, но его никто не берёт. За этим мечом начинает охоту коллекционер мечей аманто Гайкамару. Однако Кагура отправляет его на тот свет и возвращает меч Гинтоки. Вторая часть: в комнате Кагуры гигантский таракан. Они из космоса и плотоядные, как разъясняет Бака-Хата. Вскоре в доме и по городу выползает целое полчище тараканов. Симпати организовывает защиту в доме. Он рассказывает, что если убить королеву, то тараканы погибнут. Проблему решает Садахару. | |                          |            |
| 30 | Даже идолы переступают черту. Тоже делаете и вы. |                          | 09.11.2006 |
| 30.По городу проходит слух о том, что Оцу встречается с парнем. В это же время кто-то подбрасывает ей записку разойтись, после подстраивал несчастные случаи. Оцу просит Гинтоки о помощи. Симпати поклялся защищать певицу. Как оказалось, всё подстроил её парень, которого позже разоблачил Симпати, а покушался некий Таинственная тень - фанат Оцу-тян. Однако позже Симура вычислил адресанта письма - ей оказалась мать Оцу-тян. | |                          |            |
| 31 | Ничего не значащие мелочи никогда не забываются. | Потеря памяти            | 16.11.2006 |
| Гинтоки попадает в аварию, и теряет память. Все, кому не лень, пытаются всеми силами вернуть ему память. Однако потом амнезия охватывает и Конду. | |                          |            |
| 32 | Жизнь движется как лента конвейера. | Потеря памяти            | 23.11.2006 |
| Амнезия у Гинтоки продолжается. На завод, куда временно устроился Саката, проник Ямазаки с секретным заданием. Туда же попал и Конда. Оказалось, дзяствей, который выпускали на заводе - бомбы. Позже завод осаждают Синсэнгуми, но начальник выставляет секретное оружие, выставляя в заложниках Ямазаки, Конду и Гинтоки. В это время к Сакате возвращается память, и он ломает планы злодея. | |                          |            |
| 33 | Коверкать имя - это грубость! |                          | 30.11.2006 |
| Ёродзуя чинят своё помещение, которое две серии назад разрушил Сакамото, но совершенно неудачно. Сакамото пишет письмо Гинтоки с извинениями и плотниками. Но те не только не чинят, а окончательно разламывают дом. | |                          |            |
| 34 | В любви инструкция не требуется. |                          | 07.12.2006 |
| Такая с Симпати затевают спор по поводу моды на нэко-ушки, а после Симпати спасает девушку с нэко-ушками от Мацудайры. Симпати влюбляется в ушки. А после девушка, которую звали Ирамес, приглашает его на свидание. Симпати решает проконсультироваться по Интернету с другими(ими оказываются Кацура, Тайдзо, Конда, Гинтоки и Сарутоби). Гинтоки подбадривает Симпати, и тот идёт на свидание. Гинтоки, Отоэ и Кагура следят за ними. Симпати утверждает, что стал "настоящим мужиком". | |                          |            |
| 35 | В любви инструкция не требуется. / Не суди человека по первому впечатлению! |                          | 14.12.2006 |
| Первая часть: Симпати приходит в дом Ирамес, слежка продолжается. Жена Мацудайры разводится с мужем. Оказывается, что Ирамес пользуется Симпати, и те начинают охоту за ней. Однако её спасает, но потом отбивает Симпати. Вторая часть: Мацудайра с Синсэнгуми готовят уничтожение преступника. Однако "преступник" - Сатиби, парень дочери Мацудайры Курико. Мацудайра, Конда и Сого готовят убийство, но Хидзиката хочет помешать им наделать глупостей. Не все попытки разбить их узы остаются пустыми. Мацудайра едва не убивает Сатиби, но их план снова ломает Тосиро, и Курико приглашает Хидзикату на свидание. | |                          |            |
| 36 | Те, кто действительно бояться, слишком болтливы. |                          | 21.12.2006 |
| Ханака хочет покончить с собой, но ту спасает Отоэ. Оказалось, что она поверила в аферу "учеников мечты", которые обещали осуществить её мечты. Хитрая Отоэ предлагает обескуражить аферистов. Священник Томо, утверждая правдивость, делает волосы Гинтоки прямыми и даёт Кагуре чашку риса с морскими водорослями. Но их надули, и Гинтоки и Кагура его раскусили. Отоэ и Ханаку ловит Томо и тащит на суд и решают казнить. Человек по имени Хатари помогал Томо в его аферах. Отоэ бросает афериста на растерзание обманутым верующим. | |                          |            |
| 37 | Те кто утверждает, что Санты нет, по-настоящему верят в него! / Мирские желания не исчезают по звонку! Ты контролируешь себя, ты. |                          | 28.12.2006 |
| Первая часть: В Эдо новогодняя ночь. Гинтоки встречают фальшивых Деда Мороза и оленя, в ярости бьёт их. Гинтоки соглашается помочь рождественским балбесам доставить подарки, но занятие превращается в настоящую проблему. Вторая часть: 1 января. Гинтоки побежал за новогодним выпуском Джампа. И на последний выпуск журнала оказывается другой покупатель, Хаттори Дзэндзо. в споре никто не может решить, кому останется журнал. Однако журнал куда-то летит, и эти двое бегут за ним, и дело едва не дошло до битвы, но и журнал оказался не тем. Единственный плюс в том, что в погоне за Джампом Гинтоки и Хаттори уничтожили машину с украденной взрывчаткой. | |                          |            |
| 38 | Только маленькие дети радуются снегу. / Есть мороженое зимой особое удовольствие. |                          | 11.01.2007 |
| Первая часть: В Кабуки начинается Фестиваль Снега. Ёродзуя и все-все-все соревнуются в лучшей скульптуре. Гинтоки делает пушку "ля-ля-ля" и разрушая всё на пути, ворует идеи. Позже за Гинтоки бочку взрывает Хасегава. Вторая часть: Лучший в городе мастер по фейерверкам остался присматривать за больной женой. Ёродзуя собираются его изловить, но жена мастера убеждает их остаться. Несмотря на всё, мастер снова занялся фейерверками. Как сказал дворецкий, это его пожизненное хобби и он останется таким до смерти. И он повторил обещание, данное жене 57 лет назад запустить фейерверк. | |                          |            |
| 39 | Магазины рамена с большим ассортиментом не самая новая фишка. |                          | 18.01.2007 |
| Кацура попал в засаду Синсэнгуми и был ранен, но ушёл, случайно попав в рамэн-кафе. Икумацу, хозяйка заведения, разрешает ему поработать у неё. Тем временем Элизабет просто пытается выжить. Кацура притворился, что хочет стать мастером рамэна, чтобы спрятаться. Икумацу постепенно рассказывает и размышляет перед Кацурой, что Дзёй не способны были даже спасти её убитого мужа, не то что страну. И Кацура тихо задумывается над её словам. Тем временем бывшие приятели схватили Икумацу с целью продать, но Кацура спасает её, рискуя жизнью. Сого гонится за ним, но опаздывает. | |                          |            |
| 40 | Планируй воспитание своего ребёнка. | Отец Кагуры              | 25.01.2007 |
| По ТВ крутят фильм "Якудза против пришельца". Однако фильм оказывается правдой! В Эдо прибывает охотник за пришельцами Умибодзу. Он говорит, что в город проник пришелец, схвативший Кагуру в банке. В сеть попадают Симпати и Гинтоки, но Умибодзу вовремя уничтожает пришельца. И к тому же Умибодзу был отцом Кагуры, который потащил её из банка. Умибодзу собирается увести Кагуру домой, но она не хочет. Они решают решить спор дракой, хотя Гинтоки просит её уйти. | |                          |            |
| 41 | Название не скажет, насколько тебе понравится фильм. | Отец Кагуры              | 01.02.2007 |
| Гинтоки предлагает Кагуре идти домой. Она вспоминает своё прошлое, как ушёл отец. Кагура уезжает. Симпати устраивает разнос Гинтоки и собирается вернуть Кагуру. Но на корабле, на котором уезжала Кагура, был один из питомцев Бака-Хаты, и он вырвался из "клетки" и захватил корабль. Гинтоки идёт спасать Кагуру. Однако пришелец наносит тяжёлую рану девочке. | |                          |            |
| 42 | Написай на червя, и он раздуется. | Отец Кагуры              | 08.02.2007 |
| Кагура рассказывает отцу, что не хочет сражаться, чтобы не остаться одной. Пришелец отхватывает Умибозу руку и чуть не съедает Кагуру. Прибывший Саката и Умибодзу начинают сражение, а позже подключается Мацудайра и даже Бака-Хата. Гинтоки и Умибодзу уничтожают пришельца, и Ято спасает их от выстрелов пушки старика-убийцы. Позже он рассказывает Гинтоки о своём сыне и уезжает. | |                          |            |
| 43 | Читатель должен узнавать персонажа по силуэту. |                          | 15.02.2007 |
| Симпати и Гинтоки думают, что Кагура улетела с отцом, но она остаётся и ради смеха следит за этими двумя, думая о том, что за ней кто-нибудь скучает, но только бесится. Симпати скучает, но Гинтоки плевать(у него проблемы с его местом). Аяме хочет вступить в Ёродзую, чтобы быть ближе к Гинтоки. И ещё выясняется, что девушкой Гинтоки хотела стать добрая женская половина Гинтамы, и дело даже дошло до драки. В конце концов Кагура не выдерживает и возвращается. | |                          |            |
| 44 | Мама тоже занята, так хватит злиться из-за ужина. |                          | 22.02.2007 |
| Элизабет сажают в тюрьму. Ёродзуя, Са-тян и Кацура идут на "улицу ниндзя". Местный начальник посылает Хатари поймать Кацуру, но в эту историю ввязываются уже названная пятёрка, назвавшие себя "Гинтама Шипуден"(пародия на Наруто). В конце концов Дзэндза с четырьмя ниндзя начинают сражаться с пятёркой. Гинтоки с остальными побеждают Дзэндзу и остальных. Но Элизабет оказалась подделкой, а настоящая неизвестно где. | |                          |            |
| 45 | Когда берёшь собаку на пробежку, убедись что летишь. |                          | 01.03.2007 |
| Гинтоки приходит пьяным и требует клубничного молока. Он находит Садахару, выросшего до огромных размеров и наполовину съевшего Симпати и Кагуру. Оказалось, его напичкали клубничным молоком. Садахару вырастает ещё больше и растревожил весь город. Но всё только начиналось: Кагуре в глаз кто-то бросил камень и пёс взбесился, стал похож на гигантского льва и начал крушить Эдо. К счастью, к Гинтоки и Симпати приходят две жрицы, Анэ и Монэ, которые и подбросили к ним Садахару, который оказался ребёнком бога. Анэ просит Гинтоки задержать Садахару пару минут, чтобы они наложили чары. Ценой невероятных усилий они останавливают Садахару. Гинтоки, несмотря на согласие жриц забрать его, оставляет богопса в Ёродзуе. | |                          |            |
| 46 | Храни игры ХХ... пока тебе двадцать. |                          | 08.03.2007 |
| Умибодзу посылает письмо Кагуре. Жрицам пришлось вернуться к сестре, где Анэ знакомится с Отаэ, которая "вымыла" какого-то развратника. Хозяин бара предлагает им сделку: кто лучше работает в особом сервисе, тот и останется. Начинается яростная борьба. В бар приходят Гинтоки, Хасегава, Мацудайра, Конда... И этот перебой становится жутким зрелищем. К счастью, Анэ и Отаэ играют вничью, но клиенты остаются без одежды. | |                          |            |
| 47 | Вишня станет цветущим деревом? |                          | 15.03.2007 |
| По Эдо расходится эпидемия насморка. Ранее в Ёродзую приходит некий зловещий пришелец и продавец цветов, Хэдоро, который, как они думают, и притащил цветок со злополучной пыльцой и пытается захватить Землю. Они приходят к Хэдоро принести донесение. Однако потом выяснилось, что он не причастен к разносу пыльцы, а у Гинтоки с друзьями усиливается насморк. | |                          |            |
| 48 | Схожие люди всё время спорят. / Что бы ты ни делал, выиграю я! |                          | 22.03.2007 |
| Первая часть: Парни из Дзэй собираются убить Хидзикату. Террористы хотят убить замначальника Синсэнгуми, но Гинтоки постоянно мешается под ногами: в закусочной, кино, бане. Дзэй запирают этих двоих в бане, чтобы те получили обезвоживание, однако те устраивают соревнование, кто больше выдержит, и они раскусывают убийц. Вторая часть: Старик предлагает Кагуре сыграть в "Пни банку", а позже и Гинтоки. А Дзэндза устраивает похороны учителя ниндзя. Но старик оказался навязчивым. И позже выяснилось, что "хоронили" именно старика, отца Дзэндзо. Кагура выигрывает у него в "Пни банку". | |                          |            |
| 49 | Жизнь без азартных игр, всё равно, что суши без васаби! |                          | 29.03.2007 |
| Гинтоки и Хасегава идут в казино, но вдребезги проигрывают, но старик, Камбэй-чтец удачи, невероятный везунчик, возвращает им одежду. Но он оказывается мошенником. Хозяйка-аманто, предлагает Канбэю, Гинтоки с Янки Акагэ, чемпионом маджонга, ведь на кону стоят их жизни. Гинтоки решает победить любой ценой. В конце концов, Гинтоки ставит последнюю ставку - одежду, и он с Канбэем начинает играть наобум. Всё равно, благодаря Хасегаве и достаётся победа. | |                          |            |
| 50 | Перестройка! | Филлер                   | 05.04.2007 |
| Гинтама теряет рейтинг, и Гинтоки затевает перестройку, чтобы сохранить передачу. Каждый предлагает свою идею. Высказывается версия, что Кагура влюблена в Гинтоки. | |                          |            |
| 51 | Молоко подаётся температуры тела. | Ребёнок Гинтоки          | 12.04.2007 |
| 52 | Когда хотите с кем-то встретиться. Сначала назначьте аппо. | Ребёнок Гинтоки          | 19.04.2007 |
| 53 | Стресс может привести к облысению, но если не волноваться... это начнёт вас беспокоить, так что ничего с этим не поделаешь. |                          | 26.04.2007 |
| 54 | Почти все матери похожи | Хосты                    | 03.05.2007 |
| 55 | Не чавкай во время еды | Хосты                    | 10.05.2007 |
| 56 | Командир на день. Ешь дерьмо, Х госслужащий! |                          | 17.05.2007 |
| 57 | Когда ищешь что-то потерянное, вернись на день назад до потери. | Филлер                   | 24.05.2007 |
| 58 | Хлебные тефтельки, определённо... самые популярные в магазине. | Бэнидзакура              | 31.05.2007 |
| 59 | Не забывайте свой зонтик. | Бэнидзакура              | 07.06.2007 |
| 60 | Солнце взойдёт. | Бэнидзакура              | 14.06.2007 |
| 61 | Ночные твари, собранные на свету. | Бэнидзакура              | 21.06.2007 |
| 62 | Охотящийся на мумию... сам станет мумией. |                          | 28.06.2007 |
| 63 | Нельзя надеяться на превью следующего выпуска Джампа! |                          | 05.07.2007 |
| 64 | Нмябо могут удивительно быстро накормить. |                          | 12.07.2007 |
| 65 | Мальчики познают ценность жизни... через жуков. |                          | 19.07.2007 |
| 66 | Данго после цветов! |                          | 26.07.2007 |
| 67 | Все побежали и я побежал, или - не останавливайся, тогда точно выживешь! |                          | 02.08.2007 |
| 68 | Призраки есть везде! |                          | 09.08.2007 |
| 69 | Когда выбрасываете мусор, не забывайте его сортировать! | Тама                     | 16.08.2007 |
| 70 | Переизбыток очарования раздражает. | Тама                     | 23.08.2007 |
| 71 | Есть данные, которые не сотрёшь. | Тама                     | 30.08.2007 |
| 72 | У собачьих лап особый аромат. / Поехали в стиле «а может быть»! |                          | 06.09.2007 |
| 73 | Пока подумайте, почему грибы матсутаке на самом деле такие вкусные. |                          | 13.09.2007 |
| 74 | Мангака становится 'про', когда он в состоянии закончить мангу. |                          | 20.09.2007 |
| 75 | Не жалуйся на свою работу, сидя у себя дома!! | Филлер                   | 27.09.2007 |
| 76 | В таких случаях не волнуйтесь и готовьте Секихан. | Кьюбей                   | 04.10.2007 |
| 77 | Завтрашний враг в каком-то смысле враг сегодняшний. | Кьюбей                   | 11.10.2007 |
| 78 | Человек, разбирающийся в еде, разбирается в людях. | Кьюбей                   | 18.10.2007 |
| 79 | Можно узнать много нового, если собрать четырёх совершенно разных людей в одном месте. | Кьюбей                   | 25.10.2007 |
| 80 | Когда человек, носящий очки, их снимает, ему кажется, что чего-то не хватает. Серьёзно не хватает. | Кьюбей                   | 08.11.2007 |
| 81 | Лучше всего женщину украшает улыбка. | Кьюбей                   | 15.11.2007 |
| 82 | Ты в очереди за самоудовлетворением. Ты не стоишь в очереди за раменом. | Филлер                   | 22.11.2007 |
| 83 | Удача не имеет ничего общего с положением. |                          | 29.11.2007 |
| 84 | Сердца мужчин сварены вкрутую. | Детектив «вкрутую»       | 06.12.2007 |
| 85 | Яйцо вкрутую не так просто разбить. | Детектив «вкрутую»       | 13.12.2007 |
| 86 | Нетрудно потерять сон, если увлечься счётом овец. | Сестра Сого              | 20.12.2007 |
| 87 | Женщина, которая ставит выбор: работа или Я - нуждается в промывании мозга. | Сестра Сого              | 27.12.2007 |
| 88 | Самое интересное в гоконе происходит до его начала. |                          | 10.01.2008 |
| 89 | То, что бывает дважды, бывает трижды. |                          | 17.01.2008 |
| 90 | Чем они вкуснее, тем опаснее, если испортились. |                          | 24.01.2008 |
| 91 | Если хочешь сбросить вес, двигайся, а не ешь! |                          | 31.01.2008 |
| 92 | Будь человеком, видящим достоинства, а не недостатки. |                          | 07.02.2008 |
| 93 | Даже у героев бывают проблемы. |                          | 14.02.2008 |
| 94 | Во время поездки на поезде, не забывайте держаться за поручень обеими руками. | Суд над Хасегавой        | 21.02.2008 |
| 95 | Если ты мужчина будь Мадао! | Суд над Хасегавой        | 28.02.2008 |
| 96 | Мужчины, не сдавайтесь! |                          | 06.03.2008 |
| 97 | Байки лучше преувеличивать на 30%! / Мужчины не могут противостоять молоденьким девушкам, продающим пирожные и цветы. |                          | 13.03.2008 |
| 98 | Играть в игры можно не больше часа в день. | Борьба за приставку Owee | 20.03.2008 |
| 99 | И жизнь, и игры полны глюков. | Борьба за приставку Owee | 27.03.2008 |
| 100 | Даже отвратительные занятия можно любить. | Филлер                   | 03.04.2008 |
| 101 | Правила созданы, чтобы их нарушать. | Бунт в Синсэнгуми        | 10.04.2008 |
| 102 | Отаку любят поговорить. | Бунт в Синсэнгуми        | 17.04.2008 |
| 103 | Разница между силой и слабостью тоньше бумажного листа. | Бунт в Синсэнгуми        | 24.04.2008 |
| 104 | Трудно разглядеть важное. | Бунт в Синсэнгуми        | 01.05.2008 |
| 105 | Всё зависит от чувства ритма. | Бунт в Синсэнгуми        | 08.05.2008 |
| 106 | Любовь чаще всего проявляется в дополнительное время. | Филлер                   | 15.05.2008 |
| 107 | Ни один ребёнок не понимает, насколько дорог родителям. | Сын якудзы               | 22.05.2008 |
| 108 | Некоторые слова лучше не произносить. | Сын якудзы               | 29.05.2008 |
| 109 | Жизнь - это испытание! |                          | 05.06.2008 |
| 110 | Каждый человек - беглец из тюрьмы, зовущейся «собственное Я». |                          | 12.06.2008 |
| 111 | Не позволяйте своей девушке смотреть на танцоров-трансвеститов! / Всегда есть шанс со 100% вероятностью забыть зонтик, а потом злиться на себя за это. | Филлер                   | 19.06.2008 |
| 112 | Хорошо работать тем, кому спать не надо. |                          | 26.06.2008 |
| 113 | Отмывание туалетов сродни очистке духа. |                          | 03.07.2008 |
| 114 | Говорят, если добавить соевый соус в пудинг появится привкус морского ежа, но на самом деле - это всего лишь соевый соус и пудинг. | Филлер                   | 10.07.2008 |
| 115 | Летние каникулы приятнее всего перед самым началом. | Рюугуджой                | 17.07.2008 |
| 116 | Старший - Мудрее. | Рюугуджой                | 24.07.2008 |
| 117 | Красота - как спелый летний фрукт. | Рюугуджой                | 31.07.2008 |
| 118 | Живи честной жизнью, даже со сгорбленной спиной. | Рюугуджой                | 07.08.2008 |
| 119 | В пачке сигарет только лошадиные какашки! |                          | 14.08.2008 |
| 120 | Еда в японских ресторанах за пределами Японии на вкус как обеды в школьных столовых. / Если взял тарелку, назад её поставить уже нельзя. | Филлер                   | 21.08.2008 |
| 121 | Новичкам нужны болт и Phillips. | Игра                     | 28.08.2008 |
| 122 | Воображение развивается на 8-м году обучения. | Игра                     | 04.09.2008 |
| 123 | В сердце всегда есть место для отвёртки. | Игра                     | 11.09.2008 |
| 124 | Когда надоедаешь слишком сильно, это становится пугающим. | Филлер                   | 18.09.2008 |
| 125 | Последняя глава Гинтамы!! | Филлер                   | 25.09.2008 |
| 126 | Есть вещи, что не выразить словами. | Переписка                | 02.10.2008 |
| 127 | Иногда нужно встретиться, чтобы понять. | Переписка                | 09.10.2008 |
| 128 | Не суди людей по внешнему виду. | Переписка                | 16.10.2008 |
| 129 | Будь Осторожен, Подбирая Еду с Пола. | Кинтаро                  | 23.10.2008 |
| 130 | Любители Кошек и Любители Собак Несовместимы. | Кинтаро                  | 30.10.2008 |
| 131 | Драки Часто Возникают Во Время Путешествий. | Стенды-привидения        | 06.11.2008 |
| 132 | Ваше Резюме Всё Равно Изгадят. | Стенды-привидения        | 13.11.2008 |
| 133 | Гин и Бездельники Его Превосходительства. | Стенды-привидения        | 20.11.2008 |
| 134 | Будьте Крайне Осторожны, Рассказывая Истории про Призраков. | Стенды-привидения        | 27.11.2008 |
| 135 | Перед Тем, Как Думать о Земле, Подумай о Будущем «Гинтамена», Которое в Гораздо Большей Опасности. | Филлер                   | 04.12.2008 |
| 136 | Дом, Который Построил Ты. |                          | 11.12.2008 |
| 137 | 99 Процентов Мужчин Сомневаются, Что Смогут Признаться В Любви. | Филлер                   | 18.12.2008 |
| 138 | А Не Поговорить Ли Нам О Днях Прошедших, В Кои-то Веки. |                          | 25.12.2008 |
| 139 | Не Кладите Бумажник В Задний Карман. | Ёсивара                  | 08.01.2009 |
| 140 | Остерегайтесь Тех, Кто Использует Зонтик В Солнечный День! | Ёсивара                  | 15.01.2009 |
| 141 | Предел В Драке Опасен! | Ёсивара                  | 22.01.2009 |
| 142 | Жизнь - Это Череда Выборов. | Ёсивара                  | 29.01.2009 |
| 143 | Животные Стоят На Четырёх Ногах. Мужчины Стоят На Двух Ногах, Кишках И Славе. | Ёсивара                  | 05.02.2009 |
| 144 | Не верьте Сказкам. | Ёсивара                  | 12.02.2009 |
| 145 | Узы Каждого Человека Проходят Через Разные Цвета. | Ёсивара                  | 19.02.2009 |
| 146 | Вкус От Выпивки Под Дневным Светом - Это Что-то Особенное. | Ёсивара                  | 26.02.2009 |
| 147 | Для детей все взрослые - учителя. |                          | 05.03.2009 |
| 148 | Застёгивать ширинку надо осторожно и медленно. | Пила                     | 12.03.2009 |
| 149 | Когда ломаешь Чууберт пополам, тот конец, что с пипкой, вкуснее. А ещё из него вкуснее пить. | Пила                     | 19.03.2009 |
| 150 | Всё хорошо, что хорошо кончается. | Филлер                   | 26.03.2009 |
| 151 | Болтовня с парикмахером во время стрижки - самая тупая вещь на свете. | Парикмахерская           | 02.04.2009 |
| 152 | Вначале было Чёнмаге. | Парикмахерская           | 09.04.2009 |
| 153 | Дети растут когда спят. |                          | 16.04.2009 |
| 154 | Во время празднования, этот человек выглядит не как обычно. |                          | 23.04.2009 |
| 155 | Другая сторона другой стороны другой стороны будет другой стороной. | Филлер                   | 30.04.2009 |
| 156 | Перед визитом к уличному торговцу нужно набраться смелости. |                          | 07.05.2009 |
| 157 | Любое Место, Где Собралась Кучка Мужиков, Превратится в Поле Боя. | Отаку                    | 14.05.2009 |
| 158 | Если Друга Ранили, Доставь Его в Госпиталь, Быстро! | Отаку                    | 21.05.2009 |
| 159 | Если Один Апельсин в Ящике Прогнил, Остальные Сгниют Быстрее, Чем Ты Об Этом Узнаешь! | Отаку                    | 28.05.2009 |
| 160 | С Точки Зрения Иностранца, Ты - Иностранец. С Точки Зрения Инопланетянина, Ты - Инопланетянин. | Отаку                    | 04.06.2009 |
| 161 | Сколько Лапуту Не Смотри, Она Всё Так Же Хороша. | Отаку                    | 11.06.2009 |
| 162 | Любовь Ничего Не Просит Взамен. | Отаку                    | 18.06.2009 |
| 163 | Чёрные Корабли Даже Тонут с Пафосом. | Отаку                    | 25.06.2009 |
| 164 | Суп из мацутаков вкуснее всего на свете. | Филлер                   | 02.07.2009 |
| 165 | То, что сработало однажды, сработает ещё много раз. |                          | 09.07.2009 |
| 166 | Одна голова хорошо, а две - это мутант! Два дебила - это сила. | Филлер                   | 16.07.2009 |
| 167 | Сглаженные полигоны сглаживают и сердца людей. | Вирус Тапир              | 23.07.2009 |
| 168 | Человеческое тело - маленькая Вселенная! | Вирус Тапир              | 30.07.2009 |
| 169 | Избранные идиоты. | Вирус Тапир              | 06.08.2009 |
| 170 | Внутрь легенды... | Вирус Тапир              | 13.08.2009 |
| 171 | Если будешь подражать другим, рано или поздно тебя засудят. / Что имеем не храним, потерявши плачем. | Филлер                   | 20.08.2009 |
| 172 | То, как ты используешь метод «Кнута и пряника», определяет многое. |                          | 27.08.2009 |
| 173 | Ценят не по тому, что снаружи, а по тому, что внутри. / Ценят не по тому, что снаружи, а по тому, что внутри, но только до определённой степени. | Филлер                   | 03.09.2009 |
| 174 | Ещё остались те, кто орёт «ПРИДУРОК!», выйдя в море? / Попав в ловушку, ты открываешь свою истинную сущность. | Филлер                   | 10.09.2009 |
| 175 | Дантистов боятся ВСЕ! |                          | 17.09.2009 |
| 176 | Обратный отсчёт начинается! | Филлер                   | 24.09.2009 |
| 177 | Увидеть паука ночью - к беде. | Паук                     | 01.10.2009 |
| 178 | Запутавшись в паутине, выбраться непросто. | Паук                     | 08.10.2009 |
| 179 | Безответственен тот, кто страшен, когда пьян. | Паук                     | 15.10.2009 |
| 180 | Чем дороже ноша, тем сложней её нести. | Паук                     | 22.10.2009 |
| 181 | Женщины и алкоголь - гремучая смесь! | Паук                     | 29.10.2009 |
| 182 | Опросы популярности пусть дерьмом подавятся! | Рейтинг персонажей       | 05.11.2009 |
| 183 | Опросы популярности пусть в аду полыхают! | Рейтинг персонажей       | 12.11.2009 |
| 184 | Опросы популярности пусть... | Рейтинг персонажей       | 19.11.2009 |
| 185 | Родные города и сиськи должны быть подальше. / Все, кто говорят, что мочились на пчелиный укус - врут. Ещё подхватишь бациллу какую-нибудь, так что не смей! | Филлер                   | 26.11.2009 |
| 186 | Берегись предзнаменований! | Рокакку                  | 03.12.2009 |
| 187 | Если подняли флаг, помахай ручкой. | Рокакку                  | 10.12.2009 |
| 188 | Дневник наблюдений нужно просматривать до самого конца. |                          | 17.12.2009 |
| 189 | Дела, начатые в этом году пытаются в этом году и закончить, но как только до конца года осталось всего ничего, вдруг, решают отложить их до начала следующего, а там взяться за них с новыми силами. Так под конец года и получается. / Радиогимнастика объединяет мальчишек и девчонок! | Филлер                   | 24.12.2009 |
| 190 | Когда ищешь вещь, попробуй встать на её место. | Кошачья арка             | 07.01.2010 |
| 191 | Свобода - это значит жить, будучи верным себе, но соблюдать законы! | Кошачья арка             | 14.01.2010 |
| 192 | Блюз бродячих котов квартала Кабуки. | Кошачья арка             | 21.01.2010 |
| 193 | Готовка, как сила воли! |                          | 28.01.2010 |
| 194 | Каждый раз, как слышу слово «Левиафан», вспоминаю о Сазае-сан!! Дурак я! |                          | 04.02.2010 |
| 195 | Несмотря на дождь. | Кицуна                   | 11.02.2010 |
| 196 | Несмотря на ветер. | Кицуна                   | 18.02.2010 |
| 197 | Несмотря на ураган. | Кицуна                   | 25.02.2010 |
| 198 | С улыбкой несмотря ни на что. | Кицуна                   | 04.03.2010 |
| 199 | Вот, что для меня значит стать красивой и сильной. | Кицуна                   | 11.03.2010 |
| 200 | Санта Клаус красный под цвет крови! | Санта                    | 18.03.2010 |
| 201 | Все вместе мы - Санта! | Санта                    | 25.03.2010 |

### Второй сезон
| Список серий | Список серий | Список серий      | Список серий        |
| No. эпизода  | Название эпизода | Арка              | Трансляция в Японии |
| ------------ | --- | ----------------- | ------------------- |
| 01           | После весенних каникул каждый выглядит немного взрослее! | Новая Гинтама     | 04.04.2011          |
| 02           | После летних каникул каждый выглядит немного взрослее! | Новая Гинтама     | 11.04.2011          |
| 03           | Подписывай открытки пером. Сердце важнее какао. |                   | 18.04.2011          |
| 04           | Питание должно быть сбалансированным! |                   | 25.04.2011          |
| 05           | «Девушка с вывеской из мастерской вывесок» не выговоришь. Зовите её ходячей рекламой.                                                                               |                   | 02.05.2011          |
| 06           | Очки — это часть души. | Очки              | 09.05.2011          |
| 07           | Кое-что из-за очков не увидеть. | Очки              | 16.05.2011          |
| 08           | Ничто не вечно, в том числе: родители, финансы, молодость, комната, рубашки, я, ты и аниме «Гинтама».                                                               | Филлер            | 23.05.2011          |
| 09           | Преступные города притягивают лихих бандитов! | Разборки в Кабуки | 30.05.2011          |
| 10           | Не только призраки на кладбище буянят. | Разборки в Кабуки | 06.06.2011          |
| 11           | Цепи воинов. | Разборки в Кабуки | 13.06.2011          |
| 12           | Город стали. | Разборки в Кабуки | 20.06.2011          |
| 13           | Дело чести. | Разборки в Кабуки | 27.06.2011          |
| 14           | Чёт или не чёт. |                   | 04.07.2011          |
| 15           | Я не помню ни черта об экскурсии по фабрике. |                   | 11.07.2011          |
| 16           | Что бывает дважды, то бывает и трижды. |                   | 18.07.2011          |
| 17           | Клешни краба разрезают даже дружбу. |                   | 25.07.2011          |
| 18           | Люди даже не осознают, что вечно забывают всё вернуть. |                   | 01.08.2011          |
| 19           | В купальне вы обнажаете и тело, и душу. |                   | 08.08.2011          |
| 20           | Джугем. | Обезьяна          | 15.08.2011          |
| 21           | Имя показывает человека | Обезьяна          | 22.08.2011          |
| 22           | Семейные дела мужчины тяжелы, а сердце мягко. |                   | 29.08.2011          |
| 23           | Синее и красное экстази |                   | 05.09.2011          |
| 24           | Таким образом во втором сезоне Побега[сериал Prison Break],они вырвались на свободу,но название работает только тогда,когда ты осознаёшь,что Общество и есть Тюрьма | Тюрьма            | 12.09.2011          |
| 25           | Все любят пижамы | Тюрьма            | 19.09.2011          |
| 26           | Говоря о кроссоверах, не забывайте о Чужой против Хищника |                   | 26.09.2011          |
| 27           | Любовь это не плюс и не минус | Любовь Черис      | 03.10.2011          |
| 28           | Переживи это с помощью любви | Любовь Черис      | 10.10.2011          |
| 29           | Было бы очень тяжело сделать это название звучащим как тема в СМС!                                                                                                  |                   | 17.10.2011          |
| 30           | Когда Вы идёте на похороны впервые, Вы удивляетесь насколько счастливые там люди                                                                                    |                   | 24.10.2011          |
| 31           | Люди, о которых вы забываете, появляются опять когда вы забыли их!                                                                                                  | Ренхо             | 31.10.2011          |
| 32           | Космическая семья Урурун! | Ренхо             | 07.11.2011          |
| 33           | Копилки и мусорные корзины | Ренхо             | 14.11.2011          |
| 34           | Неизвестная планета | Ренхо             | 21.11.2011          |
| 35           | Лионель, не говори прощай! | Ренхо             | 28.11.2011          |
| 36           | Пожалуйста, возьмите меня покататься на лыжах! | Каникулы          | 05.12.2011          |
| 37           | Потерянные каникулы | Каникулы          | 12.12.2011          |
| 38           | Есть вещи, которые не стоит забывать, когда вы напиваетесь на новогодней вечеринке                                                                                  | На вечеринке      | 19.12.2011          |
| 39           | Люди могут жить вместе, только если забудут всё плохое! | На вечеринке      | 26.12.2011          |
| 40           | Мы все тут хосты с большой буквы! | Хост клуб         | 09.01.2012          |
| 41           | Девочкам нравится Веджета, Мальчикам нравится Пикколо! | Хост клуб         | 16.01.2012          |
| 42           | Рисуй свою жизнь на холсте, который мы зовём мангой! |                   | 23.01.2012          |
| 43           | Зацени! | Мимаваригуми      | 30.01.2012          |
| 44           | Терновый и Румяный! | Мимаваригуми      | 06.02.2012          |
| 45           | Праздник тернистых! | Мимаваригуми      | 13.02.2012          |
| 46           | Письмо тернистого. | Мимаваригуми      | 20.02.2012          |
| 47           | Кто хочет стать Мадаонером! |                   | 27.02.2012          |
| 48           | Подарки нужно дарить заранее! |                   | 05.03.2012          |
| 49           | Новогодние открытки идеальный повод для грязных шуток! |                   | 12.03.2012          |
| 50           | Если заснул под котацу, убедись, что не спалил себе яйца! |                   | 19.03.2012          |
| 51           | Извините! | Филлер            | 26.03.2012          |

### Третий сезон
| Список серий | Список серий                                             | Список серий | Список серий        |
| No. эпизода  | Название эпизода                                         | Арка         | Трансляция в Японии |
| ------------ | -------------------------------------------------------- | ------------ | ------------------- |
| 01           | Люди с прямыми волосами хорошими не бывают               | Кинтама      | 04.10.2012          |
| 02           | Кинтоки и Гинтоки                                        | Кинтама      | 11.10.2012          |
| 03           | Кинтама Кин-сана                                         | Кинтама      | 18.10.2012          |
| 04           | Смысл главного героя                                     | Кинтама      | 25.10.2012          |
| 05           | Куртизанка с другой ноги                                 | Сурузан      | 10.01.2013          |
| 06           | Внутри дворца                                            | Сурузан      | 17.01.2013          |
| 07           | Пять мизинцев                                            | Сурузан      | 24.01.2013          |
| 08           | Обещание на мизинце!                                     | Сурузан      | 31.01.2013          |
| 09           | Незаходящая луна                                         | Сурузан      | 07.02.2013          |
| 10           | Звуку луча под силу проникнуть в сердце любого человека! | Обиван       | 07.03.2013          |
| 11           | Два брата!                                               | Обиван       | 14.03.2013          |
| 12           | Алкоголь и бензин, улыбки и слёзы!                       | Обиван       | 21.03.2013          |
| 13           | Собачий корм не такой вкусный, как кажется!              |              | 28.03.2013          |

### Четвёртый сезон
| Список серий | Список серий | Список серий              | Список серий        |
| No. эпизода  | Название эпизода | Арка                      | Трансляция в Японии |
| ------------ | --- | ------------------------- | ------------------- |
| 01           | Паузы всегда не вовремя | Арка остановки времени    | 08.04.2015          |
| 02           | Даже палка мацуи не справится с такой грязью | Арка остановки времени    | 15.04.2015          |
| 03           | Любовь инспектора начинается с инспекции |                           | 22.04.2015          |
| 04           | Забывай даты, помни людей / Можешь сколько угодно прятать своё порно, но **** тебе не спрятать                                                                               |                           | 29.04.2015          |
| 05           | Зеркало показывает красоту и уродство без прикрас / Никто не любит фотографию в паспорте.                                                                                    |                           | 06.05.2015          |
| 06           | Если опоздал на вечеринку встреч, трудновато к ней присоединиться | Арка встречи лидеров Дзёй | 13.05.2015          |
| 07           | Воссоединения напоминают о том, чего не хочется вспоминать | Арка встречи лидеров Дзёй | 20.05.2015          |
| 08           | Человеческая жизнь длится всего 50 лет, и в сравнении с нею жизнь Гетена похожа на сон или лотерею                                                                           |                           | 27.05.2015          |
| 09           | У чуваков с громадными ноздрями такое же громадное воображение / Никогда сначала не принимаешь геройский сериал, но ближе к концу не желаешь, чтобы он закончился            |                           | 03.06.2015          |
| 10           | 9 + 1 = Ягю Дзюбэй | Арка Смены полов          | 10.06.2015          |
| 11           | Калории имеют свойство возвращаться именно тогда, когда ты о них забываешь                                                                                                   | Арка Смены полов          | 17.06.2015          |
| 12           | 10 - 1 = | Арка Смены полов          | 24.06.2015          |
| 13           | Мамы всегда кладут кучу еды в бенто, поэтому оно примятое |                           | 01.07.2015          |
| 14           | Жнец днём, жнец ночью | Арка Жнеца                | 08.07.2015          |
| 15           | Человек или демон? | Арка Жнеца                | 15.07.2015          |
| 16           | Прощай, Шинигами | Арка Жнеца                | 22.07.2015          |
| 17           | Феникс возрождается вновь и вновь |                           | 29.07.2015          |
| 18           | Аминь | Арка амнезии Сёгуна       | 05.08.2015          |
| 19           | Тяжело быть лидером | Арка амнезии Сёгуна       | 12.08.2015          |
| 20           | Любовь - это ловушка для таракана |                           | 19.08.2015          |
| 21           | Бегирамовое лето / Ничего не случилось летом 2015 |                           | 26.08.2015          |
| 22           | Я - майонезолюб, он - сладкоежка | Арка обмена телами        | 02.09.2015          |
| 23           | Я не подхожу на роль лидера, и он не подходит на роль лидера | Арка обмена телами        | 09.09.2015          |
| 24           | Я — Ёродзуя, Он — Синсэнгуми | Арка обмена телами        | 16.09.2015          |
| 25           | Всегда оставляй в сумке достаточно места для 50 миллионов | Арка Муцу                 | 23.09.2015          |
| 26           | Всегда оставляй в своей сумке достаточно места для камней | Арка Муцу                 | 30.09.2015          |
| 27           | Стильное остаётся стильным до тех пор, пока не попытаешься это объяснить словами / В мире существует два типа людей: те, кто выкрикивает названия своих атак, и те, кто нет! |                           | 07.10.2015          |
| 28           | Две обезьяны |                           | 14.10.2015          |
| 29           | Афро жизни и смерти | Арка Афро-Волка           | 21.10.2015          |
| 30           | Афуро и Вольфро | Арка Афро-Волка           | 28.10.2015          |
| 31           | Сначала пренебрежёшь введением, а потом поплатишься за это! | Арка болезни Кагуры       | 04.11.2015          |
| 32           | Прощаясь, будь краток! | Арка болезни Кагуры       | 11.11.2015          |
| 33           | Одного редактора достаточно! / Перо G капризное, перо Мару упрямое! |                           | 18.11.2015          |
| 34           | Куй меч и владыку, пока горячи! / Масляной дождь! |                           | 25.11.2015          |
| 35           | Сёгуны света и тени | Арка убийства Сёгуна      | 02.12.2015          |
| 36           | Деревня ниндзя | Арка убийства Сёгуна      | 09.12.2015          |
| 37           | Душа ниндзя | Арка убийства Сёгуна      | 16.12.2015          |
| 38           | Последние пятеро | Арка убийства Сёгуна      | 23.12.2015          |
| 39           | Те, кто защищают всё | Арка убийства Сёгуна      | 06.01.2016          |
| 40           | Враги | Арка убийства Сёгуна      | 13.01.2016          |
| 41           | Когда окончится война, наполнит воздух карканье ворон | Арка убийства Сёгуна      | 20.01.2016          |
| 42           | Прощай, друг | Арка убийства Сёгуна      | 27.01.2016          |
| 43           | День, когда дьявол заплакал | Прощай, Синсэнгуми        | 03.02.2016          |
| 44           | Герои всегда появляются с опозданием | Прощай, Синсэнгуми        | 10.02.2016          |
| 45           | Потерянные и найденные | Прощай, Синсэнгуми        | 17.02.2016          |
| 46           | Побег из тюрьмы / Автобиографичную мангу легче рисовать | Прощай, Синсэнгуми        | 24.02.2016          |
| 47           | Бродячие псы | Прощай, Синсэнгуми        | 02.03.2016          |
| 48           | Недоставленное сообщение | Прощай, Синсэнгуми        | 09.03.2016          |
| 49           | Карма | Прощай, Синсэнгуми        | 16.03.2016          |
| 50           | Нобумэ | Прощай, Синсэнгуми        | 23.03.2016          |
| 51           | Прощай, Синсэнгуми | Прощай, Синсэнгуми        | 30.03.2016          |

### Пятый сезон
| Список серий | Список серий          | Список серий         | Список серий        |
| No. эпизода  | Название эпизода      | Арка                 | Трансляция в Японии |
| ------------ | --------------------- | -------------------- | ------------------- |
| 01           | Монстр и дитя монстра | Арка битвы при Ракуё | 08.01.2017          |
| 02           | Заявление на отпуск   | Арка битвы при Ракуё | 15.01.2017          |
| 03           | Песня самурая         | Арка битвы при Ракуё | 22.01.2017          |
| 04           | Зура                  | Арка битвы при Ракуё | 29.01.2017          |
| 05           | Два дурака            | Арка битвы при Ракуё | 05.02.2017          |
| 06           | 10 лет                | Арка битвы при Ракуё | 12.02.2017          |
| 07           | Путь                  | Арка битвы при Ракуё | 19.01.2017          |
| 08           | Повелитель Коана      | Арка битвы при Ракуё | 26.01.2017          |
| 09           | Поетрянный кролик     | Арка битвы при Ракуё | 05.03.2017          |
| 10           | Родственники          | Арка битвы при Ракуё | 12.03.2017          |
| 11           | Первый ученик         | Арка битвы при Ракуё | 19.03.2017          |
| 12           | Надежда               | Арка битвы при Ракуё | 26.03.2017          |

### Шестой сезон
| Список серий | Список серий                                                               | Список серий          | Список серий        |
| No. эпизода  | Название эпизода                                                           | Арка                  | Трансляция в Японии |
| ------------ | -------------------------------------------------------------------------- | --------------------- | ------------------- |
| 01           | Подростковые звёзды не всегда ведут тебя наверх                            | Арка парня Кагуры     | 01.10.2017          |
| 02           | Мой плешивый папа, мой светловолосый папа и очки моего папы                | Арка парня Кагуры     | 10.10.2017          |
| 03           | Миска рамена                                                               | Арка бездомных        | 15.10.2017          |
| 04           | Семья                                                                      | Арка бездомных        | 22.10.2017          |
| 05           | Жизнь, смерть и тёмные очки. / Все ответы могут быть найдены в поле.       | Арка бездомных        | 29.10.2017          |
| 06           | 3000 людей в поисках ножен.                                                | Арка экскалибура      | 05.11.2017          |
| 07           | Супер садист против супер садиста                                          | Арка экскалибура      | 12.11.2017          |
| 08           | Сильнейший меч и скучнейший меч.                                           | Арка экскалибура      | 19.11.2017          |
| 09           | Мой руки перед рукопожатием                                                | Арка идолов           | 26.11.2017          |
| 10           | Несокрушимый алмаз                                                         | Арка идолов           | 03.12.2017          |
| 11           | Знак идола - честь.                                                        | Арка идолов           | 10.12.2017          |
| 12           | Линия между великолепной игрой и ужасной игрой тонка. / Очки - часть души. | Арка духов-хранителей | 17.12.2017          |
| 13           | Духи-хранители тоже часть души                                             | Арка духов-хранителей | 24.12.2017          |

### Седьмой сезон
| Список серий | Список серий                                                                                       | Список серий         | Список серий        |
| No. эпизода  | Название эпизода                                                                                   | Арка                 | Трансляция в Японии |
| ------------ | -------------------------------------------------------------------------------------------------- | -------------------- | ------------------- |
| 01           | Даже если вьющиеся от природы кудри обмякнут, они всё равно станут прежними!                       | Арка Серебряной Души | 07.01.2018          |
| 02           | Пробовать лучше маленькими порциями!                                                               | Арка Серебряной Души | 14.01.2018          |
| 03           | У мелкого хулигана длинные волосы на шее!                                                          | Арка Серебряной Души | 21.01.2018          |
| 04           | Грань между упорностью и упрямством тоньше листа!                                                  | Арка Серебряной Души | 28.01.2018          |
| 05           | Морщины - это следы того, о чем старики не могут забыть!                                           | Арка Серебряной Души | 04.02.2018          |
| 06           | Машина, которая усвоила, как быть бесполезной, называется куском мусора или человеком!             | Арка Серебряной Души | 11.02.2018          |
| 07           | Жизнь мужчины не в длине или толщине, а в твердости!                                               | Арка Серебряной Души | 18.02.2018          |
| 08           | Демоны бессильны перед иссумбоши!                                                                  | Арка Серебряной Души | 25.02.2018          |
| 09           | Если не любишь сам рассказывать о своих боевых подвигах в прошлом, найди, кто сделает это за тебя! | Арка Серебряной Души | 04.03.2018          |
| 10           | Прыжок и ползучая сила идут рука об руку.                                                          | Арка Серебряной Души | 11.03.2018          |
| 11           | Мир и разрушение - две стороны одной медали.                                                       | Арка Серебряной Души | 18.03.2018          |
| 12           | Бусидо за секунду до смерти.                                                                       | Арка Серебряной Души | 25.03.2018          |

### Восьмой сезон
| Список серий | Список серий                                                                               | Список серий         | Список серий        |
| No. эпизода  | Название эпизода                                                                           | Арка                 | Трансляция в Японии |
| ------------ | ------------------------------------------------------------------------------------------ | -------------------- | ------------------- |
| 01           | Злодеи, творящие добро.                                                                    | Арка Серебряной Души | 08.07.2018          |
| 02           | Кролики прыгают выше в лунные ночи.                                                        | Арка Серебряной Души | 15.07.2018          |
| 03           | Сделать скучный мир интересным.                                                            | Арка Серебряной Души | 22.07.2018          |
| 04           | Сделай что-нибудь необычное, и случится что-нибудь необычное.                              | Арка Серебряной Души | 29.07.2018          |
| 05           | Неисчислимые Короли.                                                                       | Арка Серебряной Души | 05.08.2018          |
| 06           | Безработные ничем не могут быть заняты.                                                    | Арка Серебряной Души | 12.08.2018          |
| 07           | Всегда держись за свои козыри.                                                             | Арка Серебряной Души | 19.08.2018          |
| 08           | Существа, известные как люди.                                                              | Арка Серебряной Души | 26.08.2018          |
| 09           | Знак.                                                                                      | Арка Серебряной Души | 02.09.2018          |
| 10           | Призрак.                                                                                   | Арка Серебряной Души | 09.09.2018          |
| 11           | Два в девичьих годах равно десяти в мужских.                                               | Арка Серебряной Души | 16.09.2018          |
| 12           | Спасение.                                                                                  | Арка Серебряной Души | 23.09.2018          |
| 13           | Вау.                                                                                       | Арка Серебряной Души | 30.09.2018          |
| 14           | Есть границы, которые даже злодеи не могут пересечь. Гинтама - финал суда над мошенниками. | Арка Серебряной Души | 07.10.2018          |

### Фильмы
| Список фильмов                                                                          | Список фильмов          | Список фильмов               | Список фильмов                                                   | Список фильмов      |
| Название фильма                                                                         | Продолжительность (мин) | Тип                          | Примечание                                                       | Трансляция в Японии |
| --------------------------------------------------------------------------------------- | ----------------------- | ---------------------------- | ---------------------------------------------------------------- | ------------------- |
| Гинтама: Джамп Фест 2005 «Gintama: Jump Festa 2005»                                     | 33                      | Короткометражный фильм (OVA) | Для Jump Festa 2005 и считается пилотным выпуском                | ??.09.2005          |
| Гинтама: Рождение белого демона «Gintama: Birth of White Demon»                         | 11                      | Короткометражный фильм (OVA) | Для Jump Anime Tour 2008                                         | 30.09.2009          |
| Гинтама (фильм первый) «Gekijouban Gintama: Shinyaku Benizakura Hen»                    | 96                      | Полнометражный фильм         | Перерисовка арки Бэнидзакура из первого сезона с 58 по 61 серию. | 24.04.2010          |
| Sket Dance 26 эпизод Дух танца «SKET dance 26 Ep. «Supirittodansu» (スピリットダンス)»  | 24                      | ТВ сериал аниме              | ответная часть рекламного кроссовера (26 эпизод Гинтама 2)       | 29.09.2011          |
| Гинтама (фильм второй) «Gekijouban Gintama Kanketsuhen: Yorozuya yo Eien Nare»          | 110                     | Полнометражный фильм         | Последний эпизод Гинтамы - По словам автора                      | 06.07.2013          |
| Гинтама - Специальный выпуск для Аниме Джамп Феста «Gintama - Jump Special Anime Festa» | 20                      | Короткометражный фильм (OVA) | В честь 10 летия манги Гинтама и 34-летия Shonen Jump            | 09.11.2014          |
| Гинтама: Финал «Gintama: The Final»                                                     | 104                     | Полнометражный фильм         | Финал истории                                                    | 08.01.2021          |